# Eleccions municipals de 2019 a Cambrils
Les eleccions municipals de 2019 a Cambrils van ser unes eleccions locals que es van celebrar el diumenge 26 de maig de 2019 a Cambrils (Baix Camp), com a part de les eleccions municipals espanyoles, per a elegir els 21 regidors de l'Ajuntament de Cambrils.

## Sistema electoral
Les eleccions als ajuntaments de l'Estat espanyol estan fixades per celebrar-se el quart diumenge de maig cada quatre anys. El sistema electoral fa servir la regla D'Hondt amb representació proporcional, llistes tancades i una barrera electoral del 5% dels vots vàlids, que inclou els vots en blanc. La votació per a l'assemblea local es basa en el sufragi universal.
En les eleccions municipals, la circumscripció electoral és en l'àmbit municipal i el nombre d'escons (o sigui, regidors) a triar del municipi es determina en funció del nombre d'habitants censats en aquest municipi. En el cas de Cambrils, en tenir 22.341 persones censades, l'hi correspon 21 regidors.

## Candidatures
El 30 d'abril del mateix any, la Junta Electoral de Zona de Reus van proclamar-se les 12 candidatures oficials per Cambrils en el Butlletí Oficial de la Província de Tarragona.
1. Esquerra Republicana de Catalunya-Acord Municipal (ERC-AM)
2. Ciutadans-Partido de la Ciudadanía (Cs)
3. Partit dels Socialistes de Catalunya-Candidatura de Progrés (PSC-CP)
4. Junts per Cambrils (JUNTS)
5. Nou Moviment Ciutadà per Cambrils/ Nuevo Movimiento Ciudadano para Cambrils (NMC)
6. Partit Popular (PP)
7. Assemblea de Cambrils-En Comú Guanyem (ADC-ECG)
8. Podemos-Podem (PODEMOS)
9. Candidatura d'Unitat Popular-Alternativa Municipalista (CUP-AMUNT)
10. Primàries Cambrils-Primàries Catalunya (PRIMÀRIES)
11. Ara Decidim Nosaltres Cambrils-Ara (ADNC-A)
12. Alternativa Mediterránea (ALME)

## Jornada electoral

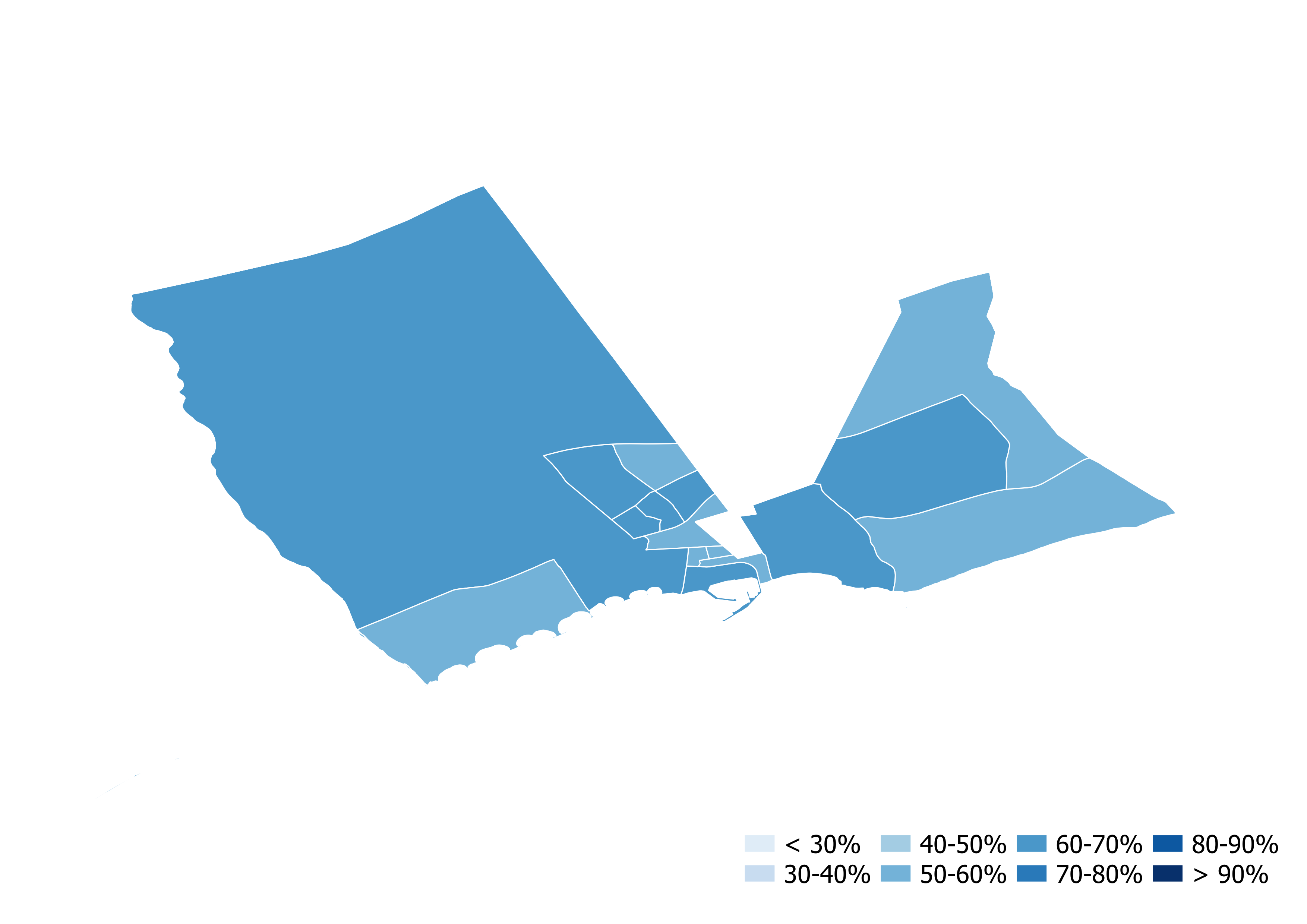
Participació per seccions

### Constitució de les meses
En aquell moment, Cambrils tenia una població de 33.362 habitants, dels quals 22.341 persones van ser cridades a votar a una de les urnes de les 38 meses que es van constituir al municipi.

### Participació
La participació en aquestes eleccions va ser de 60,7%, el qual cosa implica que un total de 13.558 ciutadans del municipi van decidir exercir el seu dret a vot. Comparant aquesta participació amb la mitjana catalana, Cambrils ha registrat una xifra pràcticament idèntica, situant-se en 4,1 punts percentuals per sota.
A continuació, es presenta una taula amb els percentatges de participació registrats a diferents hores del dia de les eleccions:
| Hores              | Cambrils      |
| ------------------ | ------------- |
| Participació (14h) | 33,4% ( 3,9%) |
| Participació (18h) | 46,8% ( 6,9%) |
| Participació (20h) | 60,7% ( 8,4%) |